# 稲川龍也
稲川 龍也（いながわ たつや、1956年9月13日 - ）は、日本の検察官、弁護士。元広島高検、高松高検検事長。

## 来歴
茨城県出身。早稲田大学法学部を卒業後、司法修習35期を経て、1983年に検事任官。最高検総務部長、最高検公安部長等を経て、2017年3月に高松高検検事長に、2018年1月に広島高検検事長にそれぞれ就任。2019年9月、検察庁を退官。
2019年11月高橋綜合法律事務所弁護士。2020年6月富士フイルムホールディングス社外監査役。